# Ресифи (агломерация)
Ресифи (порт. Região Metropolitana do Recife)  —  крупная городская агломерация в Бразилии. Центр — город Ресифи в штате Пернамбуку. Население составляет 3 658 601 человек на 2007 год и 3 887 261 человек на 2014 год. Занимает площадь 2768,45 км². Плотность населения — 1404,1 чел./км².

## Статистика
- Валовой внутренний продукт на 2005 составляет 32.542.063 mil реалов (данные: Бразильский институт географии и статистики).
- Валовой внутренний продукт на душу населения на 2004 составляет 9.814,42 реалов (данные: Бразильский институт географии и статистики).
- Индекс развития человеческого потенциала на 2000 составляет 0,780 (данные: Программа развития ООН).

## Состав агломерации
В агломерацию входят следующие муниципалитеты:
1. Олинда
2. Ресифи